# Edwin P. Smith

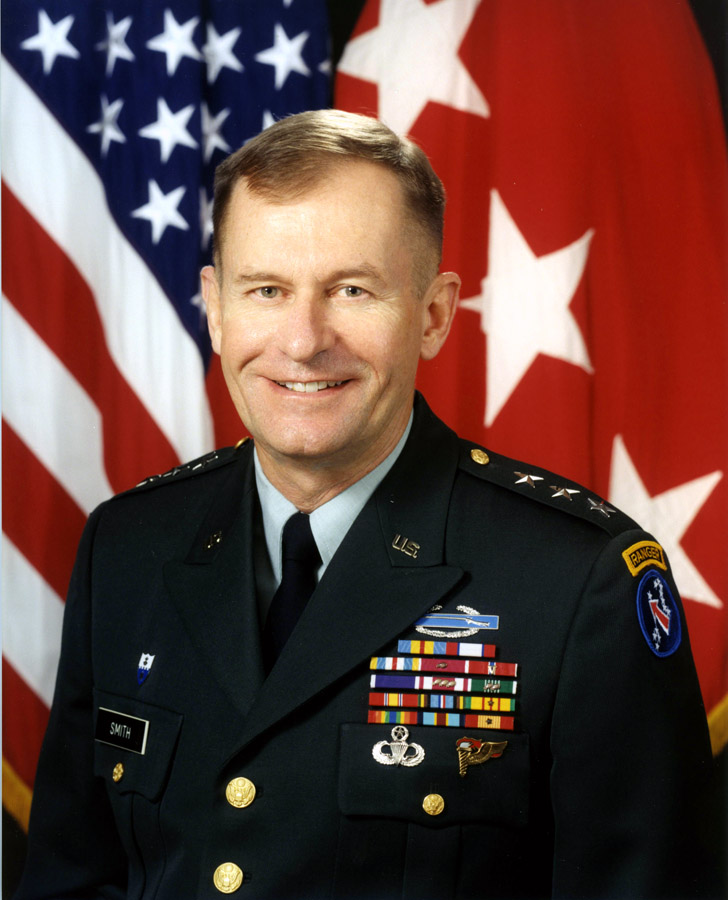
Edwin P. Smith

Edwin Paul Smith (* 8. August 1945 in Pennsylvania) ist ein pensionierter Generalleutnant der United States Army.
In den Jahren 1963 bis 1967 durchlief Smith die United States Military Academy in West Point. Nach seiner Graduation wurde er als Leutnant der Infanterie zugeteilt. In der Armee durchlief er anschließend alle Offiziersränge bis zum Drei-Sterne-General.
Im Lauf seiner militärischen Karriere absolvierte Smith verschiedene Kurse und Schulungen. Dazu gehörten unter anderem die University of Kentucky, die Long Island University und das Canadian National Defense College.
In seinen jüngeren Jahren absolvierte er den für Offiziere in den niederen Rangstufen üblichen Dienst in verschiedenen Einheiten und Standorten. Im weiteren Verlauf seiner Laufbahn kommandierte er Einheiten auf fast allen militärischen Ebenen. Zwischenzeitlich wurde er auch als Stabsoffizier verwendet. Bereits im Jahr 1968 wurde er als Zugführer im Vietnamkrieg eingesetzt.
Zu seinen Tätigkeiten im höheren Offiziersbereich gehörten unter anderem das Kommando über eine Brigade der 8. Infanteriedivision in den Jahren 1989 bis 1991. Danach war er bis 1993 Stabsoffizier für Operationen (J3) im Verteidigungsministerium, wobei er für die Streitkräfte im pazifischen Raum zuständig war. Es folgte eine Versetzung als Stabsoffizier zum damaligen NATO-Hauptquartier. Daran schloss sich eine Versetzung zum Stab der 82. Luftlandedivision an. In den Jahren 1996 bis 1998 kommandierte Smith die United States Army Southern European Task Force in Italien.
Im Oktober 1998 übernahm Edwin Smith von William M. Steele das Kommando über die United States Army Pacific. Während seiner Zeit als Kommandeur wurde im Oktober 2000 die Struktur des Kommandos reformiert. Damals entstand das bis heute existierende Hauptkommando der US-Armee gleichen Namens. Smith behielt sein Kommando bis zum November 2002, als er von James L. Campbell abgelöst wurde. Zum 1. Januar 2003 schied er aus dem Militärdienst aus.
Von 2005 bis 2011 war er Direktor der Asia-Pacific Center for Security Studies in Honolulu.

## Orden und Auszeichnungen
Edwin Smith erhielt im Lauf seiner militärischen Laufbahn unter anderem folgende Auszeichnungen:
- Defense Distinguished Service Medal
- Army Distinguished Service Medal
- Defense Superior Service Medal
- Legion of Merit
- Bronze Star Medal
- Purple Heart